# Granulina ocarina
Granulina ocarina is een slakkensoort uit de familie van de Marginellidae. De wetenschappelijke naam van de soort is voor het eerst geldig gepubliceerd in 1987 door Fernandes.